# Herrera de los Navarros
Ferrera de los Navarros (en castellà: Herrera de los Navarros) és un municipi d'Aragó situat a la província de Saragossa i enquadrat a la comarca de la Camp de Daroca. Està situat al costat del riu Herrera i al poble destaca l'església de Sant Joan Baptista, amb una torre d'estil mudèjar.